# Iridopsis aglauros
Iridopsis aglauros là một loài bướm đêm trong họ Geometridae.